# Floridastroom

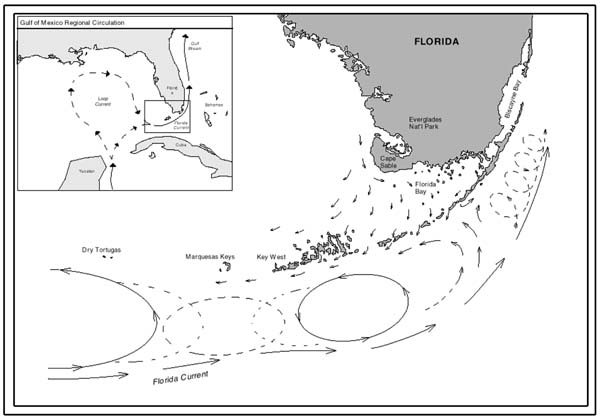

De Floridastroom is een oceaanstroom in het noordelijke deel van de Atlantische Oceaan, die beschouwd kan worden als het begin van het Golfstroomsysteem.
De Floridastroom wordt gevoed met water uit de Lusstroom en de Antillenstroom en stroomt van west naar oost door Straat Florida. Het watertransport is gemiddeld zo'n 30 sverdrup. Deze hoeveelheid varieert met de seizoenen. In juli is de waterverplaatsing maximaal en in oktober minimaal. In januari is er ook een toename maar minder sterk dan in juli en hetzelfde geldt voor een afname in april. De stroomsnelheid ligt tussen 6,5 en 9,5 kilometer per uur.
Na het verlaten van Straat Florida stroomt ze noordwaarts langs de kust van de Verenigde Staten in de richting van Cape Hatteras.
De Floridastroom werd voor het eerst opgemerkt en opgetekend door de Spaanse ontdekkingsreiziger Juan Ponce de León in 1513 toen hij Florida ontdekte. 